# Peer Schmidt (Schauspieler)
Peer Eugen Georg Schmidt (* 11. März 1926 in Erfurt; † 8. Mai 2010 in Berlin) war ein deutscher Schauspieler, Synchron- und Hörspielsprecher.

## Leben
Schmidts Vater war Kunstmaler. Aufgewachsen in seiner Heimatstadt Erfurt und später in Berlin, nahm Peer Schmidt dort Schauspielunterricht, den er jedoch wegen der Einberufung zum Kriegsdienst während des Zweiten Weltkriegs abbrechen musste. 
1946 begann er seine Bühnenlaufbahn am Deutschen Theater Berlin. Von 1947 bis 1955 spielte er am Schauspielhaus Düsseldorf bei Gustaf Gründgens, dann an den Münchner Kammerspielen, am Schauspielhaus Zürich, an der Kleinen Komödie München, bis 1981 am Renaissance-Theater Berlin, bis 1982 am Theater am Kurfürstendamm und bis 1984 an der Berliner Komödie. Ab 1951 gastierte er bei den Salzburger Festspielen und unternahm zahlreiche Tourneen.
Zum Film fand er erst 1953, in dem Streifen Liebeskrieg nach Noten neben Johannes Heesters. Es waren eher Nebenrollen, die ihn einem größeren Publikum bekannt machten. Sein Rollenfach waren gutmütige, aufrechte, ein wenig naive, teilweise verträumte und tollpatschige Männer und Abenteurer. So war er in dem Film Bekenntnisse des Hochstaplers Felix Krull nach Thomas Mann der Lebemann Marquis de Venosta, dessen Identität Krull annimmt. Einen weiteren nennenswerten Auftritt hatte er 1969 in der internationalen Produktion Monte Carlo Rallye neben Gert Fröbe und Tony Curtis. 
Ab den 1960er Jahren war er auch intensiv als Synchronsprecher tätig. Seine unverwechselbare Stimme lieh er neben Gérard Philipe (u. a. in Die Kartause von Parma) auch Marlon Brando (Endstation Sehnsucht), Rod Taylor (Die Zeitmaschine) und zwischen 1959 und 1975 hauptsächlich Jean-Paul Belmondo (u. a. in Außer Atem oder Cartouche, der Bandit).
Parallel dazu spielte er bisweilen auch in Fernsehproduktionen. So übernahm er in Der kleine Doktor (1974) nach Erzählungen von Georges Simenon und in Café Wernicke (1978) jeweils Hauptrollen. 
Seit Ende der 1940er Jahre war er umfangreich als Hörspielsprecher, u. a. beim NWDR Köln, dessen Rechtsnachfolger dem WDR und dem West-Berliner Sender RIAS, im Einsatz. Hier war er überwiegend in Hauptrollen zu hören.
Als seine schauspielerische Heimat sah Schmidt jedoch zeitlebens das Theater an. Seine Hausbühnen waren die Berliner Boulevardbühnen Theater und Komödie am Kurfürstendamm. 
Von 1966 bis zu seinem Tod war er mit der Schauspielerin Helga Schlack verheiratet. Schmidt lebte mit seiner Frau abwechselnd in Berlin und auf der Nordseeinsel Amrum. Er starb in einer Berliner Klinik.

## Filmografie (Auswahl)
- 1953: Zwiespalt des Herzens (Die Venus vom Tivoli)
- 1953: Liebeskrieg nach Noten
- 1953: Arlette erobert Paris
- 1953: Muß man sich gleich scheiden lassen?
- 1953: Ich und Du
- 1953: Alles für Papa
- 1954: Glückliche Reise
- 1954: Ein Haus voll Liebe
- 1954: Der treue Husar
- 1954: Der Zigeunerbaron
- 1955: Der Himmel ist nie ausverkauft
- 1955: Wunschkonzert
- 1955: Ein Herz bleibt allein
- 1955: Der doppelte Ehemann
- 1955: Alibi
- 1956: Die Rosel vom Schwarzwald
- 1956: Die wilde Auguste
- 1956: Uns gefällt die Welt
- 1956: Kitty und die große Welt
- 1956: Santa Lucia
- 1957: Das Herz von St. Pauli
- 1957: Der Stern von Afrika
- 1957: Bekenntnisse des Hochstaplers Felix Krull
- 1957: Lemkes sel. Witwe
- 1957: Und so was will erwachsen sein (Die Winzerin von Langenlois)
- 1957: Wie schön, daß es dich gibt
- 1957: Junger Mann, der alles kann
- 1957: Familie Schimek
- 1957: Wenn Frauen schwindeln
- 1959: Whisky, Wodka, Wienerin (Rendezvous in Wien)
- 1959: Bezaubernde Arabella
- 1959: Sehnsucht hat mich verführt
- 1959: Die Nacht vor der Premiere
- 1960: Bumerang
- 1960: Wenn die Heide blüht
- 1960: Schlager-Raketen
- 1960: Ich schwöre und gelobe
- 1960: Auf Engel schießt man nicht
- 1961: Bankraub in der Rue Latour
- 1961: Frau Irene Besser
- 1961: Musik ist Trumpf
- 1962: Golden Boy
- 1962: Sein bester Freund
- 1962: Der Zigeunerbaron
- 1962: So toll wie anno dazumal
- 1962: Genosse Münchhausen
- 1962: Der rote Hahn
- 1964: Das Ungeheuer von London-City
- 1965: Diamanten sind gefährlich (Dreiteiliger Fernsehfilm)
- 1966: Im Nest der gelben Viper (F.B.I. operazione vipera gialla)
- 1968: Von Mäusen und Menschen
- 1968: Polizeifunk ruft (Fernsehserie) – Der Reinfall
- 1969: Monte Carlo Rallye (Monte Carlo or Bust!)
- 1970: Luftsprünge (Fernsehserie)
- 1970: Tage der Rache
- 1971: Hurra, wir sind mal wieder Junggesellen!
- 1971: Der Kommissar (Fernsehserie) – Die Anhalterin
- 1972: Hofball bei Zille
- 1974: Der kleine Doktor (Fernsehserie, 13 Folgen)
- 1974: Sonderdezernat K1 (Fernsehserie) – Hafenhyänen
- 1975: Beschlossen und verkündet (Fernsehserie) – Der Doppelgänger, Der ehrliche Finder
- 1977: Sanfter Schrecken
- 1977: Sonderdezernat K1 (Fernsehserie) – Der Regen bringt es an den Tag
- 1978: Café Wernicke (Fernsehserie / Berliner Werbefernsehen)
- 1981: Das waren noch Zeiten
- 1983: Das Traumschiff: Kenia
- 1985: Schwarzer Lohn und weiße Weste
- 1986: Love Jogging

## Hörspiele
- 1949: Theodore Dreiser: Der arme Mr. Griffith – Regie: Wilhelm Semmelroth
- 1951: Alfred Savoir: Die kleine Katarina – Regie: Wilhelm Semmelroth
- 1951: N. N.: Aus den Geheimakten von Scotland Yard (2. Folge: Ein junges Mädchen und ein junger Mann) – Regie: Eduard Hermann
- 1951: Thornton Wilder: Dem Himmel bin ich auserkoren – Regie: Ludwig Cremer
- 1952: Maurice Valency: Die wilden Pferde. Ein durchaus nicht ernst zu nehmendes Hörspiel – Regie: Ludwig Cremer
- 1952: Peter Lotar: Kampf gegen den Tod (3. Folge: Meister des irdischen Lichts). Ein Hörspielzyklus um das Ringen des Menschen gegen Leiden und Sterben – Regie: Ludwig Cremer
- 1952: Lutz Neuhaus: Achtung, Selbstschuß! – Regie: Raoul Wolfgang Schnell
- 1952: Gustave Flaubert: Blinder Eifer – Umständliches Gemälde von der Dummheit (1. und 2. Abend). Hörfolge nach Gustave Flauberts Roman Bouvard und Pécuchet – Regie: Raoul Wolfgang Schnell
- 1955: Johannes Hendrich: Lauter Engel um Monsieur Jacques – Regie: Raoul Wolfgang Schnell
- 1955: Jules Supervielle: Scheherazade – Regie: Wilhelm Semmelroth
- 1956: Otto Bielen: Neues aus Schilda; Folge: Ein Ding, um nichts herum … – Regie: Raoul Wolfgang Schnell
- 1956: Peter ten Brink: Meine Theorie ist nämlich folgende … – Regie: Raoul Wolfgang Schnell
- 1957: William Saroyan: Menschliche Komödie (2 Teile) – Regie: Heinz-Günter Stamm
- 1958: Wolfgang Hildesheimer: Pastorale oder Die Zeit für Kakao – Regie: Fritz Schröder-Jahn
- 1958: Félicien Marceau: Das Ei – Bearbeitung und Regie: Raoul Wolfgang Schnell
- 1959: Franz und Paul von Schönthan: Seinerzeit ausverkauft (Reihe): Der Raub der Sabinerinnen. Ein Schwank – Regie: Heinz-Günter Stamm
- 1959: August von Kotzebue: Seinerzeit ausverkauft (Reihe): Die deutschen Kleinstädter oder Ein Mann kommt in die Stadt – Regie: Heinz-Günter Stamm
- 1959: Clarence B. Kelland: Mr. Deeds in New York – Regie: Raoul Wolfgang Schnell
- 1959: Stefanos Fotiadhis: Morgen werden wir reich – Regie: Raoul Wolfgang Schnell
- 1960: Paul Mommertz: Wo ist Ruth? – Regie: Gerlach Fiedler
- 1961: Wolfgang Altendorf: Vogelinsel – Regie: Heinz-Günter Stamm
- 1963: Hans Rothe: Bisamrücken nach Büroschluß – Regie: Wolfgang Spier
- 1963: Johanna Moosdorf: Christian – Regie: Wolfgang Wahl
- 1963: Klaus Steiger: Herr Albert im Park – Regie: Raoul Wolfgang Schnell
- 1963: Adolf Schröder: Herr Pimpanell und sein Autor oder: Von den Schwierigkeiten, eine Liebesgeschichte zu schreiben – Regie: Oswald Döpke
- 1964: Rosemary Sutcliff: Als der Thespiskarren noch fuhr – Regie: Joachim Sonderhoff
- 1964: Kenneth Bird: Sieben dänische Doggen – Regie: Fritz Benscher
- 1966: Max Zihlmann: Die Untermieterin – Regie: Wolfgang Spier
- 1966: Rex T. Stout: Die Orchideenparty (6 Teile) – Regie: Hermann Pfeiffer
- 1966: Stefan Zweig: Der Tanz ums Geld – Regie:  Erich Köhler
- 1968: Ted Allan, Gabriel Arout, Roger Mac Dougall: Gog und Magog – Regie: Ulrich Gerhardt
- 1968: Ephraim Kishon: Zieh den Stecker raus, das Wasser kocht – Regie: Wolfgang Spier
- 1969: Dieter Kühn: Die Fünf-Uhr-Marquise – Regie: Otto Düben
- 1969: Rainer Puchert: Zwiegespräch mit Kohlenklau – Regie: Hans Gerd Krogmann
- 1971: Michael Koser: John Bomb jagt Dr. Pop. Kriminalparodie – Regie: Ulrich Gerhardt
- 1972: Hans Nerth: Flug nach Barisal – Regie: Rolf von Goth
- 1972: John Taylor: Die Quadratur des Einhorns – Regie: Horst H. Vollmer
- 1973: Pierre Joris, Michael Moorcock: Die Rückkehr des Jerry Cornelius – Regie: Hein Bruehl; Michael Braun
- 1973: Hermann Moers: Wagen 107 in Starbesetzung – Regie: Manfred Brückner
- 1973: Fred Kassak: Ein reizendes Pärchen. Kriminalromanze – Regie: Otto Düben
- 1973: Günter Bruno Fuchs: Ratten werden verschenkt – Regie: Raoul Wolfgang Schnell
- 1973: Erasmus Schöfer: Kollegin Zander greift ein – Regie: Hans Gerd Krogmann
- 1974: Wolfgang Gabel: Dritter Stock, erste Türe links – Regie: Hans Gerd Krogmann
- 1974: Georges Perec: Konzertstück – Regie: Wolfgang Schenck
- 1974: Renke Korn: Es mußte sein, Elke, das war ja nicht mehr auszuhalten – Regie: Raoul Wolfgang Schnell
- 1975: Michael Springer: Masta – Regie: Bernd Lau; Wilhelm Zobl
- 1975: Dieter Kühn: Die Pferdesprache – Regie: Raoul Wolfgang Schnell
- 1976: Hermann Moers: Der letzte Tisch – Regie: Rolf von Goth
- 1976: Helga M. Novak: Ballade von der Minenwippe – Regie: Hans Dieter Schwarze
- 1979: Christoph Gahl: Der Waffenschmied – Regie: Hans Drawe
- 1979: Christoph Gahl: Dein Freund und Helfer: Das integrierte alphanumerische Breitband-Sondernetz – Regie: Hans Drawe
- 1979: Karl Richard Tschon: Die Provokation – Regie: Sylvia Molzer
- 1980: Bob Randall: Der Fan (3 Teile) – Regie: Dietrich Auerbach
- 1983: Paul Thain: Die größte Sandburg der Welt – Regie: Heinz Dieter Köhler
- 1984: Endre Vészi: Der Schuppen – Regie: György Magos
- 1986: Jost Nickel: Chorprobe – Regie: Klaus Wirbitzky
- 1986: Andrea Faustmann: Die Blaumacher – Regie: Angeli Backhausen
- 1989: Gerd-Peter Eigner: Im Notfall kann Mann immer wieder alles mit Gewinn verkaufen – Regie: Bernd Lau
- 1999: Angelika Bartram: Die Kristallquelle – Regie: Joachim Sonderhoff